# Cantón de Clermont-en-Argonne
El Cantón de Clermont-en-Argonne es una división administrativa francesa, situada en el departamento de Mosa y la región de Lorena.

## Composición
El cantón de Clermont-en-Argonne agrupa 14 comunas, cuenta con una población de 4513 habitantes (censo de 1999).
| Municipio                       | Habitantes | Código postal | Código INSEE |
| ------------------------------- | ---------- | ------------- | ------------ |
| Aubréville                      | 383        | 55120         | 55014        |
| Brabant-en-Argonne              | 109        | 55100         | 55070        |
| Brocourt-en-Argonne             | 59         | 55120         | 55419        |
| Le Claon                        | 69         | 55120         | 55116        |
| Clermont-en-Argonne (chef-lieu) | 1767       | 55120         | 55117        |
| Dombasle-en-Argonne             | 398        | 55120         | 55155        |
| Froidos                         | 85         | 55120         | 55199        |
| Futeau                          | 154        | 55120         | 55202        |
| Les Islettes                    | 813        | 55120         | 55253        |
| Jouy-en-Argonne                 | 58         | 55120         | 55257        |
| Le Neufour                      | 74         | 55120         | 55379        |
| Neuvilly-en-Argonne             | 199        | 55120         | 55383        |
| Rarécourt                       | 208        | 55120         | 55416        |
| Récicourt                       | 137        | 55120         | 55419        |

## Administración
| Fecha de la elección                         | Identidad          | Cumpleaños | Cargo                         |
| -------------------------------------------- | ------------------ | ---------- | ----------------------------- |
| 1982 y 1988                                  | Michel Rufin       |            |                               |
| desde 1994                                   | Bernard Villefayot |            | Director general de Servicios |
| Los datos anteriores a 1982 son desconocidos |                    |            |                               |
|                                              |                    |            |                               |

- Datos: Q1724982